# Шлиппе, Карл Иванович
Карл Иванович Шлиппе (нем. Johann Karl Friedrich von Schlippe; (22 ноября 1798, Пегау — 24 июля 1867, Бад Зоден ам Таунус) — российский промышленник и учёный-химик немецкого происхождения. Изобретатель соли Шлиппе.

## Биография
Сын саксонского купца Августа Шлиппе и его жены Софьи, урождённой Фишер. Родоначальник российских дворян Шлиппе.
Окончил Берлинский университет. С 1824 года работал в Варшаве, в 1826 году переехал в Москву.
В 1829 году молодая Агнесса, будущая жена Карла, отправляется навестить свою тетю Клементину Карловну Андре (1778-1853), которая была воспитательницей в семье Екатерины Ивановны (рожд. графини Салтыковой) и Ивана – Юлия (Юстуса) Ивановича Крубера, в 1797 году получившего доктора медицины, а после ставшей второй женой Крубера. Возможно благодаря Клементине, Шлиппе смогли узаконить свое химическое производство так как долгое время не имели российского гражданства, для оформления сделок.
В 1833 году на имя жены приобрёл в Верейском уезде Московской губернии поместье Плесенское, куда была переведена из Москвы химическая фабрика.
В 1837 году получил русское подданство.
В 1840 году открыл в Калужской губернии крупные месторождения каменного угля и серного колчедана (О приисках каменного угля и серного колчедана в Калужской губернии. — Москва: Унив. тип., 1841. — 16 с.).
Изобрёл вещество, заменяющее селитру для изготовления пороха, которое успешно применялось во время Крымской войны («Шлипповская соль»).
Надворный советник. Член Императорского Московского общества сельского хозяйства (с 1837). Член Московского мануфактурного совета (с 1852).
Награждён орденом Св. Станислава 3-й степени (1839 — за развитие сахарной промышленности), орденом Св. Анны 3-й степени (1854). В 1844 году семья была причислена к российскому потомственному дворянству.
В июле 1867 году умер, находясь на лечении в Бад Зодене. Похоронен в Гейдельберге.

## Семья

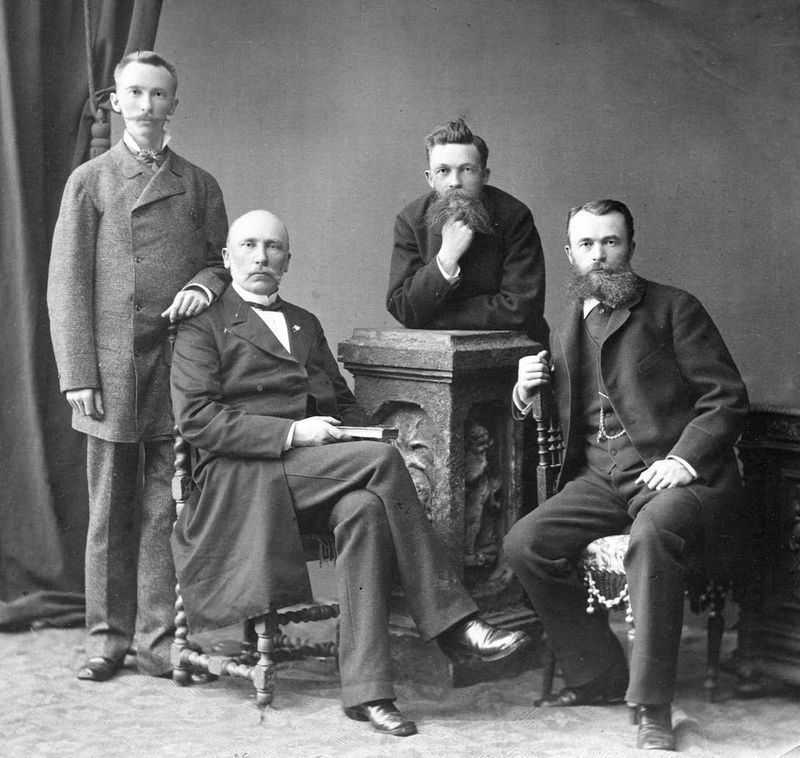
Сыновья К. И. Шлиппе. Слева направо: Густав, Владимир, Виктор, Александр. 1870-е гг.

Женился в 1829 году в Москве на Агнес Андре (Agnes Andree) — Агнесса Фёдоровна Шлиппе (1808, Тарандт — 1873, Плесенское). Вырастили 8 детей (ещё три сына и пять дочерей умерли в младенчестве):
- Марианна Клементина (1831, Москва — 1910, Рига). Муж Георгий Георгиевич Бергман
- Владимир (1834—1923), губернатор Екатеринославской и Тульской губерний
- Елена Сидония (08.05.1837—1912), муж Александр Николаевич Галяшкин[2]
- Александр (Вильгельм Александр Иоганн) (1842—1909), действительный статский советник, камергер, предводитель дворянства Верейского уезда; владел в Московской губернии имениями: Вышгород, Крымское, Ефимово, Спасское, Загряжское. Жена — Елизавета Ивановна, урожд. Фальц-Фейн (1849, Елизаветфельд, Херсонская губ., — 1910, Санкт-Петербург)[3].
- Виктор (Эдуард Виктор) (1843—1911), химик, после смерти отца управлял его химической фабрикой в Плесненском. С 1873 года, продолжая руководить производством, стал одним из членов правления «Товарищества химического завода Шлиппе». После кончины матери Агнесы Фёдоровны унаследовал имение Плесенское. Его жена с 1874 года — Гертруда Оттовна, урожд. фон Трота (1846, Гензефурт, герцогство Ангальтское — 1923, Дрезден).
- Ольга (1846—1900), муж Дмитрий Дмитриевич Гончаров,
- Аделаида Альберта (1849—1937), муж Артур Георгиевич Кибер,
- Густав (1851, Плесенское — 1929, Рига). Действительный статский советник. Предводитель дворянства Мещовского уезда Калужской губернии. Был женат, с 1877 года, на Розалии Ивановне Фальц-Фейн (1855, Елизаветовка — 1927, Рига)[4].